# Abu Bakr ibn Yahya al-Suli
Abū Bakr Muḥammad ibn Yaḥyā ibn ʿAbd Allāh al-Ṣūlī (in arabo أبو بكر محمد بن يحيى بن عبد الله الصولي‎?; Gorgan, 880 – Bassora, 946) è stato un poeta, storico e giocatore di shatranj arabo.
Nativo del Gorgan (attuale Turkmenistan), fu nadīm (in arabo ﻧﺪﻳﻢ‎?, ossia "commensale, compagno di convivio") di tre consecutivi califfi abbasidi (al-Rāḍī,  al-Muttaqī e al-Muqtadir), era apprezzato per la sua arte poetica ma anche come storico, avendo redatto una cronaca intitolata Akhbār al-Rāḍī wa l-Muttaqī, in cui descriveva il regno dei califfi al-Rāḍī e al-Muttaqī. È stato il più grande giocatore di shatranj (gioco progenitore degli scacchi) della sua epoca, autore dei principali testi in materia ai suoi tempi e di alcuni manṣūbāt che hanno mantenuto il loro spiccato interesse nel tempo; è uno dei primi giocatori dei quali si ricordi il nome e nella cultura arabo-islamica è considerato ancora ai nostri giorni un giocatore quasi leggendario.
Alla morte di al-Rāḍī nel 940, al-Ṣūlī dovette fuggire, essendo caduto in disgrazia col nuovo califfo, anche per colpa di un suo libello politico assai critico e per le sue simpatie chiaramente sciite. Si recò quindi in esilio a Bassora, dove trascorse il resto della vita in povertà. Il bisnonno di al-Ṣūlī era il principe turco Sul-takin e suo zio era il poeta Ibrāhīm b. al-ʿAbbās al-Ṣūlī.

## Akhbār al-Rāḍī wa l-Muttaqī
La cronaca scritta da al-Ṣūlī è rimasta a lungo in ombra, a causa della contemporaneità di due grandi nomi come al-Mas'udi e Miskawayh, forse anche perché al-Ṣūlī era stato un nādim e non uno studioso tradizionale. Tuttavia il suo contributo storico è notevole, in quanto propose una testimonianza significativa sulla transizione al periodo buwayhide. Fu durante il califfato di al-Rāḍī nel 936 che fu creata la funzione dell'Amīr al-umarāʾ (generalissimo delle forze califfali), permettendo il trasferimento dell'ormai solo teorico potere esecutivo califfale a un Amīr, una posizione di cui ampiamente approfittarono i Buwayhidi per affermare il loro potere a detrimento del califfo, malgrado essi fossero sciiti e il califfato sunnita. Tuttavia la cronaca di al-Ṣūlī mette in evidenza come non tutti i poteri califfali fossero nullificati dall'ascesa dell'amīr al-umarāʾ, specie nei momenti di crisi in cui la sua suprema autorevolezza morale riusciva a esprimersi in campo politico. Al-Ṣūlī, insomma, non descrive il periodo come la fine del califfato abbaside, ma come un periodo di crisi.

## Shatranj
Al-Ṣūlī si affermò come grande giocatore di shatranj in una data non precisata tra il 902 e il 908, quando batté al-Mawardī, campione di shatranj della corte di al-Muktafi. La sconfitta di al-Mawardī fu così pesante da costargli il favore della corte, presso la quale venne sostituito da al-Ṣūlī. Alla morte di al-Muktafi, al-Ṣūlī rimase nelle grazie dei successori, al-Muqtadir e al-Rāḍī.
L'abilità di al-Ṣūlī è ricordata in tutto il mondo scacchistico, tanto da essere considerato uno dei più importanti giocatori della storia. Il suo biografo Ibn Khallikan, morto nel 1282, riportava la notizia secondo cui, ancora ai suoi tempi, i grandi giocatori di scacchi venivano elogiati dicendo che giocavano come al-Ṣūlī. I documenti della sua epoca sono pochi, ma si conservano alcuni finali delle sue partite e i suoi contemporanei testimoniano anche la sua abilità nel gioco alla cieca. Al-Ṣūlī è stato anche un insegnante di shatranj e il suo allievo più noto è stato al-Lajlāj ("il balbuziente").
Oltre ai testi storici, al-Ṣūlī è stato autore di due testi sul gioco degli shatranj, tra i quali il Kitāb al-shatranj (Libro dello shatranj), che è il primo trattato conosciuto sulla strategia scacchistica. Contiene informazioni sulle aperture più comuni, problemi ricorrenti del mediogioco e finali di partita annotati. È inoltre la prima fonte nota a riportare il problema del percorso del cavallo. Molti tra i primi scrittori di scacchi europei hanno basato i loro studi sul trattato di al-Ṣūlī.

### Il diamante di al-Ṣūlī
|   | a                                                                           | b                                                                           | c                                                                           | d                                                                           | e                                                                           | f                                                                           | g                                                                           | h                                                                           |   |
| 8 | d5 re del nero · b3 re del bianco · c3 donna del bianco · a1 donna del nero | d5 re del nero · b3 re del bianco · c3 donna del bianco · a1 donna del nero | d5 re del nero · b3 re del bianco · c3 donna del bianco · a1 donna del nero | d5 re del nero · b3 re del bianco · c3 donna del bianco · a1 donna del nero | d5 re del nero · b3 re del bianco · c3 donna del bianco · a1 donna del nero | d5 re del nero · b3 re del bianco · c3 donna del bianco · a1 donna del nero | d5 re del nero · b3 re del bianco · c3 donna del bianco · a1 donna del nero | d5 re del nero · b3 re del bianco · c3 donna del bianco · a1 donna del nero | 8 |
| 7 | d5 re del nero · b3 re del bianco · c3 donna del bianco · a1 donna del nero | d5 re del nero · b3 re del bianco · c3 donna del bianco · a1 donna del nero | d5 re del nero · b3 re del bianco · c3 donna del bianco · a1 donna del nero | d5 re del nero · b3 re del bianco · c3 donna del bianco · a1 donna del nero | d5 re del nero · b3 re del bianco · c3 donna del bianco · a1 donna del nero | d5 re del nero · b3 re del bianco · c3 donna del bianco · a1 donna del nero | d5 re del nero · b3 re del bianco · c3 donna del bianco · a1 donna del nero | d5 re del nero · b3 re del bianco · c3 donna del bianco · a1 donna del nero | 7 |
| 6 | d5 re del nero · b3 re del bianco · c3 donna del bianco · a1 donna del nero | d5 re del nero · b3 re del bianco · c3 donna del bianco · a1 donna del nero | d5 re del nero · b3 re del bianco · c3 donna del bianco · a1 donna del nero | d5 re del nero · b3 re del bianco · c3 donna del bianco · a1 donna del nero | d5 re del nero · b3 re del bianco · c3 donna del bianco · a1 donna del nero | d5 re del nero · b3 re del bianco · c3 donna del bianco · a1 donna del nero | d5 re del nero · b3 re del bianco · c3 donna del bianco · a1 donna del nero | d5 re del nero · b3 re del bianco · c3 donna del bianco · a1 donna del nero | 6 |
| 5 | d5 re del nero · b3 re del bianco · c3 donna del bianco · a1 donna del nero | d5 re del nero · b3 re del bianco · c3 donna del bianco · a1 donna del nero | d5 re del nero · b3 re del bianco · c3 donna del bianco · a1 donna del nero | d5 re del nero · b3 re del bianco · c3 donna del bianco · a1 donna del nero | d5 re del nero · b3 re del bianco · c3 donna del bianco · a1 donna del nero | d5 re del nero · b3 re del bianco · c3 donna del bianco · a1 donna del nero | d5 re del nero · b3 re del bianco · c3 donna del bianco · a1 donna del nero | d5 re del nero · b3 re del bianco · c3 donna del bianco · a1 donna del nero | 5 |
| 4 | d5 re del nero · b3 re del bianco · c3 donna del bianco · a1 donna del nero | d5 re del nero · b3 re del bianco · c3 donna del bianco · a1 donna del nero | d5 re del nero · b3 re del bianco · c3 donna del bianco · a1 donna del nero | d5 re del nero · b3 re del bianco · c3 donna del bianco · a1 donna del nero | d5 re del nero · b3 re del bianco · c3 donna del bianco · a1 donna del nero | d5 re del nero · b3 re del bianco · c3 donna del bianco · a1 donna del nero | d5 re del nero · b3 re del bianco · c3 donna del bianco · a1 donna del nero | d5 re del nero · b3 re del bianco · c3 donna del bianco · a1 donna del nero | 4 |
| 3 | d5 re del nero · b3 re del bianco · c3 donna del bianco · a1 donna del nero | d5 re del nero · b3 re del bianco · c3 donna del bianco · a1 donna del nero | d5 re del nero · b3 re del bianco · c3 donna del bianco · a1 donna del nero | d5 re del nero · b3 re del bianco · c3 donna del bianco · a1 donna del nero | d5 re del nero · b3 re del bianco · c3 donna del bianco · a1 donna del nero | d5 re del nero · b3 re del bianco · c3 donna del bianco · a1 donna del nero | d5 re del nero · b3 re del bianco · c3 donna del bianco · a1 donna del nero | d5 re del nero · b3 re del bianco · c3 donna del bianco · a1 donna del nero | 3 |
| 2 | d5 re del nero · b3 re del bianco · c3 donna del bianco · a1 donna del nero | d5 re del nero · b3 re del bianco · c3 donna del bianco · a1 donna del nero | d5 re del nero · b3 re del bianco · c3 donna del bianco · a1 donna del nero | d5 re del nero · b3 re del bianco · c3 donna del bianco · a1 donna del nero | d5 re del nero · b3 re del bianco · c3 donna del bianco · a1 donna del nero | d5 re del nero · b3 re del bianco · c3 donna del bianco · a1 donna del nero | d5 re del nero · b3 re del bianco · c3 donna del bianco · a1 donna del nero | d5 re del nero · b3 re del bianco · c3 donna del bianco · a1 donna del nero | 2 |
| 1 | d5 re del nero · b3 re del bianco · c3 donna del bianco · a1 donna del nero | d5 re del nero · b3 re del bianco · c3 donna del bianco · a1 donna del nero | d5 re del nero · b3 re del bianco · c3 donna del bianco · a1 donna del nero | d5 re del nero · b3 re del bianco · c3 donna del bianco · a1 donna del nero | d5 re del nero · b3 re del bianco · c3 donna del bianco · a1 donna del nero | d5 re del nero · b3 re del bianco · c3 donna del bianco · a1 donna del nero | d5 re del nero · b3 re del bianco · c3 donna del bianco · a1 donna del nero | d5 re del nero · b3 re del bianco · c3 donna del bianco · a1 donna del nero | 1 |
|   | a                                                                           | b                                                                           | c                                                                           | d                                                                           | e                                                                           | f                                                                           | g                                                                           | h                                                                           |   |

Al-Ṣūlī creò una mansūba (in arabo ﻣﻨﺴﻮﺑـة‎?, lett. "ciò che è stabilito", per indicare una "questione", un "problema"), nota come "il diamante di al-Ṣūlī", che è rimasta insoluta per quasi un millennio. La posizione è quella indicata nel diagramma a lato. Il re (shah) muove come negli scacchi moderni, mentre la fersa (raffigurata con lo stesso simbolo della donna) muove di una sola casa in diagonale. In una simile posizione l'obiettivo di ogni giocatore è catturare la fersa dell'avversario senza perdere la propria, in quanto nello shatranj una modalità di vittoria, oltre lo scacco matto, consiste nel catturare tutti i pezzi dell'avversario eccetto il re, a patto che nella mossa successiva questi non possa a sua volta fare lo stesso (nel quale caso la partita è tipicamente considerata patta). Lo stallo inoltre non è una patta, ma è considerato una vittoria per il giocatore che lo infligge.
A proposito di questa mansūba, una fonte antica riporta:
(Manoscritto del XII secolo proveniente dalla biblioteca del Sultano ottomano Abdul Hamid I)
David Vincent Hooper e Ken Whyld studiarono questo problema a metà degli anni ottanta ma non furono in grado di trovare una soluzione. Fu risolto dal grande maestro russo Jurij Averbach nel 1986; Averbach scrisse che il problema "era certamente opera di un genio". La sua soluzione, riportata da Hans Ree nel suo "The Human Comedy of Chess" e da alcuni autori sul web, è la seguente (in notazione algebrica italiana, dove F indica la fersa):
1. Rb4 Rd6 2. Rc4 Re6 3. Rd4 Rf6 4. Rd5 Rf7 5. Re5 Rg7 6. Re6 Rg8 7. Rf6 Rh8 8. Rg6 Rg8 9. Fd2!! Rf8 10. Fc1 Re7 11. Rf5
quindi il re può prendere la fersa dell'avversario senza esporre la propria e il Bianco vince. In seguito, con l'aiuto del computer, è stata trovata una difesa più ostinata, che Averbach sospettava fosse già nota ad al-Ṣūlī:
1. Rb4 Rd6 2. Rc4 Re6 3. Rd4 Rf6 4. Rd5 Rf7 5. Re5 Rg7 6. Re6 Rf8 7. Rd6 Re8 8. Rc6 Rd8 9. Rb6 Rc8 10. Rc5 Rd7 11. Rb5 Rc7 12. Rc4 Rd6 13. Rb4 Re5 14. Ra3 Rd5 15. Rb3
con la quale si ritorna alla posizione di partenza ma con il tratto al Nero, che perde perché dopo 15... c5 il Bianco può portare il re e la fersa in b1 e c1 rispettivamente, o dopo 15... e4 in a2 ed a3:
15... Rc5 16. Rc2 Rd4 17. Fd2 Rd4 18. Rb1 Rd3 19. Fc1
15... Re4 16. Ra2 Rd3 17. Fb4 Rc4 18. Fa3
e il Bianco riesce a proteggere la propria fersa dopo avere preso quella del Nero.